# 櫻澤站 (長野縣)
櫻澤站（日语：／ Sakurasawa eki */?）是位於長野縣中野市大字三和，屬於長野電鐵的長野線車站。車站編號為N17。

## 歷史
- 1949年（昭和24年）3月28日 - 車站啟用[1]。
- 1968年（昭和43年）4月1日 - 結束貨物業務。
- 1986年（昭和61年）4月 - 車站大樓遷移[1]。
- 1995年（平成7年） - 成為無人車站[1]。

## 車站構造
本站是地面車站，設有1面2線島式月台，站房與月台之間透過站內平交道連接。此站過去為有人車站，現時則為無人車站。站內設有留置線。

### 月台
| 月台         | 路線    | 上下行 | 方向                 |
| ------------ | ------- | ------ | -------------------- |
| 車站大樓一方 | ■長野線 | 上行   | 須坂、長野方向       |
| 車站大樓對面 | ■長野線 | 下行   | 信州中野、湯田中方向 |

在旅客資訊上沒有編排月台編號。

## 使用狀況
以下為近年1日平均乘車人次變化。
| 年度   | 一日平均 乘車人次 |
| ------ | ----------------- |
| 2000年 | 63                |
| 2001年 | 68                |
| 2002年 | 63                |
| 2003年 | 63                |
| 2004年 | 55                |
| 2005年 | 60                |
| 2006年 | 52                |
| 2007年 | 52                |
| 2008年 | 46                |
| 2009年 | 44                |
| 2010年 | 46                |
| 2011年 | 44                |
| 2012年 | 44                |
| 2013年 | 40                |
| 2014年 | 38                |
| 2015年 | 41                |
| 2016年 | 55                |
| 2017年 | 60                |
| 2018年 | 62                |

## 車站周邊
- 中野市立延德小學

## 相鄰車站
長野電鐵
■長野線
■A特急、■B特急
通過
■普通
都住（N16）－櫻澤（N17）－延德（N18）

## 注腳
1. 1 2 3 4 5 6 7 8 9 10  信濃毎日新聞社出版部. . 信濃毎日新聞社. 2011-07-24: 281. ISBN 9784784071647 （日语）.
2. ↑  《中野市之統計》各年度版。

## 外部連結
- 櫻澤站｜各站資訊 （页面存档备份，存于）（日語） - 長野電鐵